# Emerald Isle (Karolina Północna)
Emerald Isle – miasto w Stanach Zjednoczonych, w stanie Karolina Północna, w hrabstwie Carteret.